# Husunsaaret
Husunsaaret är en ö i Finland. Den ligger i sjön Pyhäjärvi och i kommunen Saarijärvi i den ekonomiska regionen  Saarijärvi-Viitasaari och landskapet Mellersta Finland, i den centrala delen av landet, 290 km norr om huvudstaden Helsingfors. Öns area är 5,1 hektar och dess största längd är 0,5 kilometer i nord-sydlig riktning.  Notera att namnet antyder att det är fråga om flera öar.